# ريو كانو
ريو كانو (باليابانية: 菅野莉央؛ بالكانا: かんの りお) هي مؤدية صوت وممثلة يابانية، ولدت في 25 سبتمبر 1993 في سايتاما في اليابان.

## وصلات خارجية
- الموقع الرسمي
- ريو كانو على موقع IMDb (الإنجليزية)
- ريو كانو على موقع قاعدة بيانات الفيلم (الإنجليزية)